# Círculo Proudhon
El Círculo Proudhon (Cercle Proudhon en francés) fue un grupo político francés, históricamente identificado como el origen de la corriente nacional-sindicalista, fundado el 16 de diciembre de 1911 por Georges Valois y Édouard Berth. El grupo estaba inspirado por el filósofo sindicalista Georges Sorel el nacionalista Charles Maurras y por el anarquista Pierre-Joseph Proudhon (del cual cogen su apellido para el nombre de la organización). En él participaron intelectuales franceses como el escritor Pierre Drieu La Rochelle.

## Historia
Fundado el 16 de diciembre de 1911 por discípulos nacional-sindicalistas de Georges Sorel, Georges Valois y Édouard Berth, el grupo fue descrito como "fundado por nacionalistas, y dirigido inicialmente solo a ellos". La organización comenzó como reuniones informales compuestas en promedio por unas veinte personas, principalmente monárquicos y sindicalistas asociados al grupo monárquico de derecha Acción Francesa. Los principales oradores en estas reuniones eran Valois, Berth, el militante monárquico Henri Lagrange y el filósofo nacionalista Gilbert Maire. El historiador francés Géraud Poumarède describe la ambición del Círculo como "convertir a los sindicalistas a la monarquía".
A pesar de la estrecha asociación del grupo con Sorel, él fue inicialmente hostil al grupo, declarando que temía que el Círculo hiciera que "los jóvenes fueran menos capaces de comprender a Proudhon". Charles Maurras también desconfiaba del grupo, describiéndolos en su libro, L’Action française et la religion catholique (1913): "Los franceses que se reunieron para fundar el Círculo Proudhon son todos nacionalistas. El jefe que eligieron para su asamblea los hizo encontrarse con otros franceses, que no son nacionalistas, que no son realistas, y que se unen a ellos para participar en la vida del Círculo y en la redacción de los Cuadernos. El grupo inicial incluye hombres de diferentes orígenes, diferentes condiciones, que no tienen aspiraciones políticas en común, y que expondrán libremente sus puntos de vista en los Cuadernos."[cita requerida]
El Círculo publicaba un boletín titulado Cahiers du Cercle Proudhon (Cuadernos del Círculo Proudhon) y operaba una librería propiedad de Valois llamada La Nouvelle Librairie. Un sucesor operó brevemente en el siglo veintiuno.

## Ideología

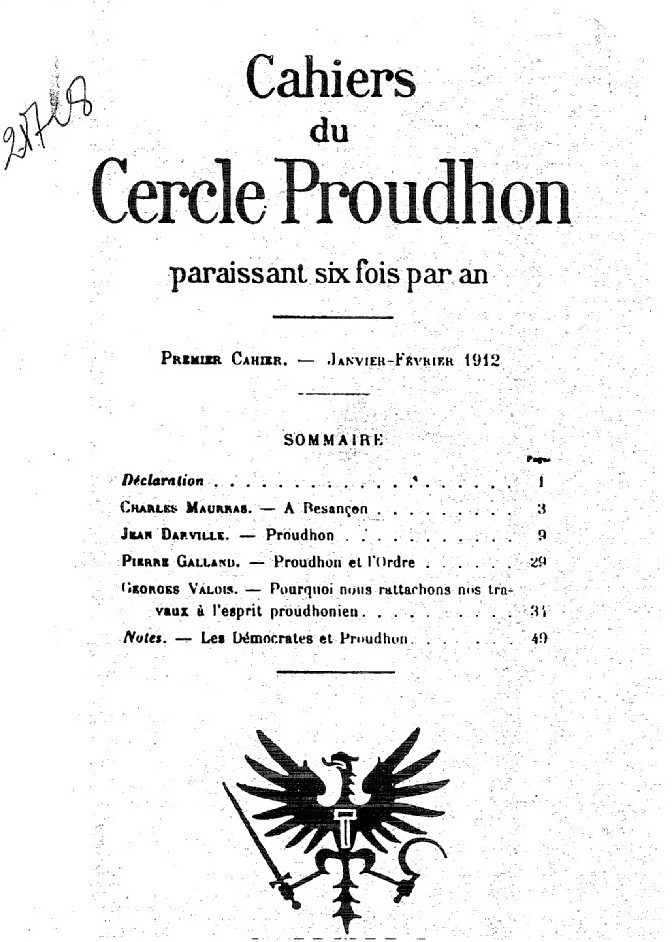
Portada del primer número de los Cahiers du Cercle Proudhon. El logotipo no es el del círculo sino el del editor de esta nueva edición anastática.

El primer número de los Cahiers du cercle Proudhon apareció entre enero y febrero de 1912 e incluía una Déclaration:

Los fundadores — republicanos, federalistas, nacionalistas integrales, y sindicalistas — habiendo resuelto el problema político o descartado de sus mentes, están todos entusiastamente a favor de una organización de la sociedad francesa de acuerdo con principios tomados de la tradición francesa que encuentran en las obras de Pierre-Joseph Proudhon y en el movimiento sindicalista contemporáneo, y todos están completamente de acuerdo en los siguientes puntos:

La democracia es el mayor error del siglo pasado. Si se desea vivir, si se desea trabajar, si se desea en la vida social poseer las mayores garantías humanas para la producción y la cultura, si se desea preservar e incrementar el capital moral, intelectual y material de la civilización, es absolutamente necesario destruir todas las instituciones democráticas.

Berth y Valois fueron reunidos por Georges Sorel cuando planeaba una revista de tendencia nacionalista y socialista, La Cité française, en 1910. Esta revista nunca apareció, salvo por un volante titulado Déclaration de la Cité française firmado por Sorel, Valois, Berth, Jean Variot y Pierre Gilbert. Sin embargo, Variot se peleó con Valois y pasó a publicar material con el apoyo de Sorel en L'Indépendence.[cita requerida]
Un libro controvertido pero influyente de Zeev Sternhell, Ni derecha ni izquierda: la ideología fascista en Francia, señala al Cercle Proudhon como un laboratorio preexistente de ideas fascistas que proporcionaría un apoyo para la colaboración nazi en Vichy.

En lugar de la ideología burguesa y como alternativa al socialismo democrático, el Cercle Proudhon propuso una nueva ética adecuada para la alianza del nacionalismo y el sindicalismo, esos "dos movimientos sintetizadores y convergentes, uno en la extrema derecha y el otro en la extrema izquierda, que han comenzado el asedio y el asalto a la democracia." Su solución estaba destinada, por tanto, a sustituir completamente el orden liberal. Deseaban crear un mundo nuevo — viril, heroico, pesimista y puritano — basado en el sentido del deber y del sacrificio: un mundo donde prevaleciera una moralidad de guerreros y monjes. Querían una sociedad dominada por una poderosa vanguardia, una élite proletaria, una aristocracia de productores, unida en alianza contra la decadente burguesía con una juventud intelectual ávida de acción. Cuando llegara el momento, no sería difícil que una síntesis de este tipo adoptara el nombre de fascismo.

## Controversias
El teórico que da nombre a la organización, Pierre-Joseph Proudhon, es considerado uno de los más importantes ideólogos del anarquismo, que en la versión de Proudhon consistía en un gobierno de gremios de artesanos federados que organizarían y regularían toda la producción económica y tomarían a su cargo todas las funciones administrativas del Estado. Algunos anarquistas de la época acusaban al Círculo Proudhon de malinterpretar las teorizaciones de Proudhon, mientras el Círculo Proudhon sostenía entender a Proudhon mejor que los anarquistas. 
El historiador francés Poumarède identificó, a fines del siglo XX, al Círculo Proudhon como "anarconacionalista".
Asimismo, el politólogo e historiador israelí Zeev Sternhell considera al Círculo Proudhon como la primera organización fascista de la historia, lo cual afirma en sus obras "Ni izquierdas ni derechas: la ideología fascista en Francia" y "El nacimiento de la ideología fascista".